# Atalaya de la Mancha en Madrid
La Atalaya de la Mancha en Madrid fue un periódico publicado en Madrid entre 1813 y 1815.

## Historia
Editado en Madrid fue impreso en la imprenta de F. de la Parte. Contaba con ocho páginas de 0,173 x 0,100 m. Su primer número se publicó el 13 de julio de 1813, durante la Guerra de la Independencia Española, y salía los martes y viernes. El 2 de abril de 1814 se hizo diario; y a partir del 2 de enero de 1815 aparecería los lunes, miércoles y viernes. El 26 de abril de 1815 aún se publicaba.
De carácter político, fue un periódico defensor del Fernando VII y estuvo dirigido por el reverendo Agustín de Castro, quien sostuvo fuertes polémicas con varios periódicos liberales. Por el estilo fuerte que usó este religioso en uno de sus números, se le formó causa, y redujo a prisión, antes de la venida de Fernando a España.
Participaron también en la redacción del periódico el capellán Sinueva y el padre mercedario Manuel Martínez.